# Jardins du Ruisseau
Les Jardins du Ruisseau sont des jardins partagés situés porte de Clignancourt dans le 18e arrondissement de Paris (France), non loin du marché aux puces de Saint-Ouen, sur un tronçon de l’ancien site ferroviaire de la ligne de Petite Ceinture parisienne.

## Situation géographique
Accessibles par le 110 bis, rue du Ruisseau, les Jardins du Ruisseau — du nom de la rue qui enjambe la voie ferrée — sont une initiative citoyenne gérée par Les amis des Jardins du Ruisseau, une association d’habitants,. Situé à l'arrière de l’ancienne gare Ornano sur une partie du tronçon nord de la voie ferrée de la Petite Ceinture de Paris, le lieu est loué par la mairie de Paris auprès de la SNCF Réseau et s'étend sur 1,5 hectare de superficie.
De l'autre côté des voies s'est implantée La REcyclerie, « un tiers lieu d'expérimentation dédié à l'éco-responsabilité » regroupant également un bar, un restaurant, une ressourcerie et un espace de loisirs.

## Gestion responsable et écologique des lieux

### Charte Main Verte
Les Jardins du Ruisseau, qui ont célébré leurs vingt ans en 2018, adhèrent à la Charte Main Verte de la Ville de Paris afin d’éprouver une gestion responsable, écologique et respectueuse du site, ce qui engendre une organisation solidaire et durable des jardins — à la fois pour les jardiniers, les adhérents et les habitants du quartier —, notamment dans les domaines suivants : compostage, lombricompostage, implantation d’une structure de récupération des eaux de pluie et d’une jachère fleurie, introduction d’un rucher, installation d’un bassin d'écosystème aquatique, utilisation d'énergies renouvelables et implantation d’un poulailler collectif.

### Apiculture
Depuis 2010, les jardins ont un espace consacré à l'installation de cinq ruches dont les colonies d'abeilles sont gérées par « Le Groupe Apicole », une association d'apiculteurs,.

## Entre jardins pédagogiques et événementiels
Les Jardins du Ruisseau ont également pour vocation d'être un lieu de vie et de partage où se déroulent, tout au long de l’année, des activités pédagogiques, culturelles et artistiques.

### Mission pédagogique
L'aspiration de départ de ces jardins partagés est de sensibiliser la jeunesse du quartier et les élèves des écoles voisines à l'environnement et au civisme par le biais du jardinage. Couplée à l'intervention associative et citoyenne, l'activité des jardins dans le domaine scolaire a pour but de sensibiliser la jeunesse du quartier et les élèves des écoles voisines à l'environnement et au civisme par le biais du jardinage.
Les Jardins du Ruisseau actent d'une mission pédagogique par les actions et les objectifs suivants : le développement et la création du lien social, la solidarité, l'éducation à l'environnement et à la citoyenneté, la pédagogie à destination des jeunes et des adultes, l'accès à l'art et à la culture, l'embellissement du cadre de vie des habitants, la contribution au retour de la nature en ville et l'adhésion aux enjeux nationaux et internationaux de développements de l'agriculture urbaine.
Initialement, l'aspiration était de sensibiliser la jeunesse du quartier et les élèves des écoles voisines à l'environnement et au civisme par le biais du jardinage. Couplé à l'intervention associative et citoyenne, son impact va désormais au-delà du domaine scolaire : les Jardins du Ruisseau jouent un rôle important en tant que vecteur de lien social entre tous les habitants du quartier,. En comptant l'ensemble des initiatives, l'association allie 440 adhérents individuels et une vingtaine d'associations et établissements scolaires.

### Activités de loisir
Ces jardins partagés organisent aussi des événements culturels et artistiques tels que : le festival de danse Clignancourt danse sur les rails, le festival Pépites Club et le festival de films documentaires Ciné-Jardins.